# Абди (Татарстан)
Абди — село в Тюлячинском районе Татарстана, административный центр Абдинского сельского поселения.
Расположено на реке Кыса (приток Мёши), в 38 км к востоку от райцентра Тюлячи.
В селе имеются средняя школа (43 учащихся), библиотека и дом культуры.

## История
Село было основано татарами во второй половине XVI века.
Местные жители занимались скотоводством, земледелием, в XVIII веке относились к государственным крестьянам.
Село являлось волостным центром. В начале XIX века в селе работали 3 маслобойни, 2 кузницы, винная и мелочные лавки.
До 1920 года село являлось центром Абдинской волости Мамадышского уезда Казанской губернии, с 1920 года находилось в Мамадышском кантоне Татарской АССР. С 10 августа 1930 — в Сабинском, с 10 февраля 1935 — в Таканышском, с 1 февраля 1963 — вновь в Сабинском, с 4 октября 1991 года — в восстановленном Тюлячинском районе.

## Население
По данным Всероссийской переписи населения 2021 года численность населения села составляет 227 человек. 
Из них русские - 147 человек, татары - 78 человек, марийцы - 1 человек, коми - 1 человек.

## Известные уроженцы
- Александр Кузьмич Ксенофонтов (1910—1940) — Герой Советского Союза. В селе установлен памятник Ксенофонтову.